# 五段階教授法
五段階教授法とは、ドイツの教育学者ヨハン・フリードリヒ・ヘルバルトが唱えた教育法をベースに弟子のヴィルヘルム・ラインが唱えた教育法である。これらヘルバルト派が唱えた教育方針をまとめてヘルバルト主義（英語：Herbartianism）と呼ぶ。これは子どもの興味に視点を置くのではなく、教師側に視点を置き、５段階（予備、提示、比較、概栝、応用）に再構成したものである。教師の教授活動の手順を示すものとして広く普及し、明治期の日本にも影響を与えた。